# Fontaine-lès-Clercs
Fontaine-lès-Clercs település Franciaországban, Aisne megyében. Lakosainak száma 230 fő (2022. január 1.). Fontaine-lès-Clercs Castres, Contescourt, Dallon, Roupy, Savy és Seraucourt-le-Grand községekkel határos.

## Népesség
A település népességének változása:
| Lakosok száma | 244  | 224  | 260  | 287  | 275  | 268  | 250  | 237  | 233  | 230  |
|               | 1968 | 1982 | 1990 | 2006 | 2013 | 2015 | 2017 | 2019 | 2020 | 2022 |